# Хи¹ Ориона
χ1 Ориона (χ1 Ori / χ1 Orionis) — звезда в 28,7 св. годах от Земли в созвездии Орион.
χ1 Ориона — карликовая звезда спектрального класса G0V, лежащая на главной последовательности. Она имеет небольшой спутник с массой примерно 15 % солнечной, периодом обращения 14,1 лет и, возможно, принадлежащий к спектральному классу M6. Орбита спутника отстоит от главной звезды на среднее расстояние в 6,1 а. е. и имеет очень большой эксцентриситет, поэтому расстояние от звезды до спутника меняется от 3,3 а. е. до 8,9 а. е.
χ1 Ориона принадлежит к движущейся группе Большой Медведицы.